# Eric Jerez
Eric Emmanuel Jerez (Santa Rosa, 20 de agosto de 1994), conhecido por Eric Jerez, é um futebolista argentino que joga como lateral-esquerdo. Atualmente joga pelo Vélez Sársfield.

## Carreira
Jerez começou a sua carreira nas categorias de base do Vélez Sársfield. Foi incorporado ao time profissional por Ricardo Gareca. Ficou pela primeira vez no banco de reservas de uma partida profissional em 8 de março de 2013. Em 2014, com o treinador José Oscar Flores, ele não teve oportunidades. Já em 2015, com a chegada de Miguel Ángel Russo, ele voltou a ter oportunidades e foi escalado como titular no amistoso contra o Boca Juniors. Estreou oficialmente em 23 de fevereiro de 2015, na vitória por 2 a o sobre o Aldosivi, assumindo de vez a camisa de número 3 que pertenceu por muitos anos a Emiliano Papa.

## Estatísticas
Até 2 de maio de 2015.

### Clubes
| Clube             | Temporada         | Campeonato nacional | Campeonato nacional | Campeonato nacional | Copa nacional[a] | Copa nacional[a] | Copa nacional[a] | Competições continentais[b] | Competições continentais[b] | Competições continentais[b] | Outros torneios[c] | Outros torneios[c] | Outros torneios[c] | Total | Total | Total   |
| Clube             | Temporada         | Jogos               | Gols                | Assist.             | Jogos            | Gols             | Assist.          | Jogos                       | Gols                        | Assist.                     | Jogos              | Gols               | Assist.            | Jogos | Gols  | Assist. |
| ----------------- | ----------------- | ------------------- | ------------------- | ------------------- | ---------------- | ---------------- | ---------------- | --------------------------- | --------------------------- | --------------------------- | ------------------ | ------------------ | ------------------ | ----- | ----- | ------- |
| Vélez Sársfield   | 2012–13           | 0                   | 0                   | 0                   | —                | —                | —                | —                           | —                           | —                           | —                  | —                  | —                  | 0     | 0     | 0       |
| Vélez Sársfield   | 2013–14           | —                   | —                   | —                   | —                | —                | —                | —                           | —                           | —                           | —                  | —                  | —                  | 0     | 0     | 0       |
| Vélez Sársfield   | 2014              | —                   | —                   | —                   | —                | —                | —                | —                           | —                           | —                           | —                  | —                  | —                  | 0     | 0     | 0       |
| Vélez Sársfield   | 2015              | 3                   | 0                   | 0                   | 0                | 0                | 0                | —                           | —                           | —                           | 2                  | 0                  | 1                  | 5     | 0     | 1       |
| Vélez Sársfield   | Total             | 3                   | 0                   | 0                   | 0                | 0                | 0                | 0                           | 0                           | 0                           | 2                  | 0                  | 1                  | 5     | 0     | 1       |
| Total na carreira | Total na carreira | 3                   | 0                   | 0                   | 0                | 0                | 0                | 0                           | 0                           | 0                           | 2                  | 0                  | 1                  | 5     | 0     | 1       |

- a. ^ Jogos da Copa Argentina
- b. ^ Jogos da Copa Libertadores da América
- c. ^ Jogos da Copa Ciudad de Mar del Plata